# Bismuto nativo
Il bismuto nativo è un minerale appartenente al gruppo dell'arsenico conosciuto fin dall'antichità formato da bismuto.
Probabilmente il nome deriva dall'arabo bi ismid, che significa avere le proprietà dell'antimonio.

## Abito cristallino
Granulare, lamellare

## Morfologia
Il bismuto nativo si trova in cristalli esagonali anche di 12 cm ma indistinti in aggregati cresciuti parallelamente. Spesso i cristalli si presentano a tramoggia, arborescenti, reticolati, in forma lamellare o grani.

## Origine e giacitura
Il bismuto nativo si forma nelle vene idrotermali di minerali di cobalto, nichel, argento, tungsteno e stagno. Si riscontra inoltre nelle pegmatiti.

## Forma in cui si presenta in natura
In masserelle o aggregati arborescenti con cristalli poco ben formati.

## Località di ritrovamento
- Europa[2]: Villanueva de Córdoba (Spagna), Portogallo, Sassonia (Germania), Cornovaglia (Regno Unito).
- America[2]: Canada (Cobalt, Ontario, Grande Lago degli Orsi), Messico (Durango), Bolivia (Sorata, presso La Paz).
- Australia (Nuovo Galles del Sud)[2].

## Caratteristiche chimico fisiche
- Punto di fusione del metallo puro: 270 °C[2]
- Solubile in acido nitrico[2]
- Densità di elettroni: 7,84 gm/cc[3]
- Indice di fermioni: 0,0000001[3]
- Indice di bosoni: 0,999999[3]
- Fotoelettricità: 2025,21 barn/elettrone[3]
- Pleocroismo: debole[1]